# Mike Foy
Mike Foy (* 24. Februar 1962) ist ein ehemaliger US-amerikanischer Ringer.

## Werdegang
Mike Foy begann im Alter von 14 Jahren mit dem Ringen. Er war ein farbiger Sportler und konnte nicht den Weg fast aller US-amerikanischer Ringer gehen, die diesen Sport in den High Schools und den Universitäten erlernt und ausgeübt haben. Über YMCA-Förderprogramme kam er trotzdem voran und hatte die US-amerikanische Spitze im griech.-röm. Ringen Mitte der 1980er Jahre erreicht. Er startete damals für die Minnesota „Grizzlies“ in der National Wrestling League. Sein Trainer war damals Jim Zalesky. Er konnte sich 1988 für die Olympischen Spiele in Seoul qualifizieren. Nationaltrainer war damals Dan Chandler, dem er viel Unterstützung verdankte. Bei den Olympischen Spielen selbst konnte er sich nicht im Vorderfeld platzieren, da er in der 3. Runde Andreas Steinbach aus der BRD unterlag und ausscheiden musste.
Im Jahr 1989 zeigte er aber, was in ihm steckt, denn er wurde bei den Weltmeisterschaften in Martigny/Schweiz Vizeweltmeister. Geschlagen nur von Maik Bullmann aus Frankfurt (Oder). Gegen Maik Bullmann verlor er auch bei der Weltmeisterschaft 1990 in Rom in einem hochdramatischen Kampf knapp nach Punkten. Da dies schon in der zweiten Runde geschah, musste er früh ausscheiden.
Ab 1991 startete Mike Foy für die „Sunkist Kids“, nahm aber 1991 nicht an den Weltmeisterschaften teil. Wieder dabei war er bei den Olympischen Spielen 1992 in Barcelona, wo er einen guten 6. Platz im Halbschwergewicht erreichte. Auch bei den Weltmeisterschaften 1994 in Tampere schnitt er mit einem 5. Platz, den er gegen den Norweger Stig Kleven erkämpfte, gut ab.
An den Panamerikanischen Meisterschaften nahm er 1989 und 1995 teil. 1989 gewann er den Titel im Halbschwergewicht vor dem Kubaner Reynaldo Peña, gegen den er 1995 verlor und hinter diesem den 2. Platz belegte.
Mike Foy arbeitet jetzt als Verkäufer und ist als Berater bei der Produktion von Ringer(wrestling)filmen tätig.

## Internationale Erfolge
(OS = Olympische Spiele, WM = Weltmeisterschaft, GR = griech.-röm. Stil, Hs = Halbschwergewicht, S = Schwergewicht)
- 1988, 12. Platz, OS in Seoul, GR, Hs, Sieger: Atanas Komtschew, Bulgarien vor Harri Koskela, Finnland und Wladimir Popow, UdSSR;
- 1989, 1. Platz, Panamerican Championships in Colorado Springs, GR, Hs, vor Reynaldo Peña, Kuba und Roberto Leitao Filho, Brasilien;
- 1989, 3. Platz, World Cup in Fredrikstad, GR, Hs, hinter Pawel Potapow, UdSSR und Jörgen Olsson, Schweden und vor Klaus Mysen, Norwegen und Peña;
- 1989, 2. Platz, WM in Martigny/Schweiz, GR, Hs, hinter Maik Bullmann, DDR und vor Roger Gries, BRD, Ueon Jin-Han, Korea, Sergej Demiaschkewitsch, UdSSR und Koskela;
- 1990, 11. Platz, WM in Rom, GR, Hs, Sieger: Maik Bullmann vor Koskela und Wjatscheslaw Oleinik, UdSSR;
- 1990, 3. Platz, World Cup in Göteborg, GR, S, hinter Héctor Milián, Kuba und Zauri Iwanaschwili, UdSSR und vor Jan Möller, Schweden;
- 1992, 6. Platz, Olympische Spiele in Barcelona, GR, Hs, hinter Maik Bullmann, Hakki Basar, Türkei, Gogi Koguaschwili, GUS, Mikael Ljungberg, Schweden und Hassan Babak, Iran;
- 1994, 5. Platz, WM in Tampere, GR, Hs, hinter Koguaschwili, Oleinik, Bullmann und Marek Kraszewski, Polen und vor Stig Kleven, Norwegen;
- 1995, 2. Platz, Panamerican Games, GR, Hs, hinter Reynaldo Peña und vor Mario Gonzalez, Mexico;
- 1996, 3. Platz, Olympia-Qualifikations-Turnier in Cali, Gr, Hs, hinter Peña und Doug Cox, Kanada und vor Lucio Vasquez, Peru und Leitao Filho

### USA-Meisterschaften
Mike Foy gewann die USA-Meisterschaft im griech.-röm. Stil im Halbschwergewicht in den Jahren 1989, 1991, 1992, 1995 und 1996.